# 加里·泰勒-弗莱切
加利·泰萊費查（英語：Gary Taylor-Fletcher，1981年6月4日—）是一名英格蘭足球運動員，司職中場，亦可推前擔任前鋒，現時效力英超球會莱斯特城，他是英格蘭球壇唯一在頭六級聯賽均取得入球的球員。
他本名加利·費查（Gary Fletcher），暱稱「費治」（Fletch），於2004年6月迎娶維芙·泰萊（Viv Taylor）後一反傳統冠妻姓而稱為加利·泰萊費查，兩人育有一子名佐治（George）。

## 生平

### 諾夫維治維多利亞
加利·費查在利物浦出生，他在1999年於足球議會全國聯賽的半職業球會諾夫維治維多利亞（Northwich Victoria）開展足球事業，當時週薪只有300英鎊，需要晚上在酒店兼職以維持生計，期間上陣43場射入11球。2001年3月16日他被借用到位處第四級丙組聯賽的侯城，逗留兩個月期間獲派上陣5場。

### 奧連特
2001年6月8日加利·費查以5萬英鎊身價轉投另一支丙組球隊奧連特，8月18日主場0-0賽和卡素爾以後補身份首次上陣。但傷患影響他的發展，失去正選席位後，他於同年稍後被外借到依斯米安聯賽的格雷斯，上陣4場聯賽射入3球。2002年9月10日他在英格蘭聯賽盃第一圈主場3-2淘汰昆士柏流浪射入加盟後首個入球。其後他再兩度被借用到足球議會全國聯賽的杜根咸，期間合共上陣8場聯賽及射入1球。返回奧連特後，加利·費查在2003年4月21日作客2-2賽和托基聯射入為球隊扳平完場，是他效力奧連特期間取得唯一的聯賽入球。

### 林肯城
2003年8月14日加利·費查免費轉投林肯城，簽約兩年，重遇曾任教諾夫維治維多利亞的領隊基思·亚历山大（Keith Alexander），兩天後於作客0-1負於托基聯首次上陣，加盟首個球季上陣48場射入19球，成為球隊首席神射手，並協助球隊在聯賽取得第7位及參賽升班附加賽，於準決賽兩回合累計3-4不敵哈德斯菲爾德遭淘汰出局。他獲林肯城球迷選為2003/04年球季「年度最佳球員」。
他於夏季結婚後更名加利·泰萊費查。2004/05年球季開季首6場賽事加利·泰萊費查均取得入球，追平這項長達106年的球會記錄，其第6場於聯賽主場1-2負於諾士郡的入球原本歸入隊友格雷格·皮尔逊（Greg Pearson）名下，賽後經賽事錄影證實皮尔逊的射球在白線前撞中敵衛再反彈中泰萊費查才入網。他協助球隊取得聯賽第6位再次參加升班附加賽，準決賽兩回合累計2-1淘汰馬爾斯菲，2005年5月28日在千禧球場於加時賽以0-2負於修安聯而無緣升班。他在林肯城最後一個球季連同3場附加賽合共上陣45場及射入12球。

### 哈德斯菲爾德
2005年6月14日泰萊費查以自由身加盟哈德斯菲爾德，於聯賽揭幕日作客1-2負於諾定咸森林首次以後補身份上陣；他在8月24日於英格蘭聯賽盃作客4-2淘汰車士打菲特演出帽子戲法；9月10日亦在聯賽打開進帳，於作客3-0擊敗奧咸個人梅開二度。泰萊費查在哈德斯菲爾德的鋒線需要與帕维尔·阿伯特（Paweł Abbott）和安迪·布夫（Andy Booth）爭奪正選席位，雖然部分時間擔任板凳球員，但他仍能在對洛達咸和班士利以後補球員身份，於賽事末段取得入球為球隊扳平賽果。2006年1月7日於英格蘭足總盃第三圈作客史丹福橋球場對當時英超冠軍車路士，泰萊費查射入一度為哈德斯菲爾德扳平1-1，但最終以1-2落敗被淘汰。接近季末，泰萊費查在對班士利及般尼茅夫取得重要入球，協助球隊取得聯賽第4位及參加升班附加賽資格。準決賽首回合先作客奧基威爾球場對班士利，泰萊費查乘對手後衛與門將誤會近門射入，取得1-0領先優勢而回；但次回合返回主場卻以1-3敗陣，累計2-3被淘汰出局。加盟首季上陣51場及射入15球，與安迪·布夫併列首席神射手。
2006/07年球季時任領隊彼得·積臣（Peter Jackson）將他調任右翼，揭幕日作客1-2負於基寧咸泰萊費查已取得入球；2006年8月8日聯賽次仗於主場迎戰洛達咸，他於下半場79分鐘離門25碼勁射左上角入網，為球隊鎖定3-0勝局，兼射入英格蘭足球聯賽成立以來第50萬個入球。8月17日哈德斯菲爾德與泰萊費查續約至2009年夏季。他在季初表現出色，取得8個入球後，於10月7日1-0擊敗巴拉福特中觸傷膝蓋內側韌帶，需要缺陣6星期。他養傷1個月後復出，於11月18日作客1-3負於黑池射入1球，使對手時任領隊西蒙·加利臣留下深刻印象。哈德斯菲爾德未能延續去季的氣勢，聯賽僅取得第15位，但擔任翼鋒的泰萊費查於上陣41場仍有11球進帳。

### 黑池
2007年7月10日泰萊費查轉投剛透過附加賽升班英冠的黑池，簽約兩年，轉會費沒有透露。他於2007/08年球季揭幕日的8月11日首披「橙軍」（Tangerines）球衣，作客獲加球場以1-0擊敗東道主莱斯特城；兩星期後他於作客摩連納斯球場對狼隊先拔頭籌兼取得加盟後首球，但最終仍以1-2落敗而回；接下一場泰萊費查再下一城，協助球隊於主場2-1擊敗侯城。加盟首季在各項賽事合共上陣46場及射入6球，而黑池亦能成功護級，以第19位結束球季，與降班的莱斯特城相差僅兩分。
2008年9月20日泰萊費查於作客對伯明翰城取得2008/09年球季的首個入球，是本季首名在聖安德魯斯球場取得入球的球員，協助黑池小勝1-0亦是自年初1月車路士在英超後首支作客擊敗伯明翰城的球隊。2009年3月30日泰萊費查表示希望續約留隊，其後獲得黑池續約繼續留在布隆菲尔德路球场。整季泰萊費查上陣39場及有5球斬獲。
2009/10年球季泰萊費查季初表現出色，8日內連續3場賽事取得入球，包括聯賽作客2-2賽和屈福特及主場3-0擊敗高雲地利，並在英格蘭聯賽盃第二圈主場4-1淘汰英超的韋根。但他卻在操練時與隊友發生碰撞而導致腳踝韌帶撕裂，需要缺陣數星期。他在10月底傷癒復出，於12月8日作客河畔球場以3-0擊敗米杜士堡梅開二度。2010年2月9日作客希爾斯堡球場對錫周三是他第100場代表黑池上陣，但以0-2敗陣而回。在領隊伊恩·荷路威（Ian Holloway）領導下黑池取得聯賽第6位及最後一個參加升班附加賽名額，準決賽兩回合累計6-4擊敗諾定咸森林；2010年5月22日在溫布萊球場舉行的決賽迎戰卡迪夫城，射入為卡迪夫城再度領先2-1，僅4分鐘後泰萊費查回敬一球扳平2-2使球隊保持士氣，更於完半場前補時由（Brett Ormerod）射入奠勝球反勝3-2，雖然他下半場因球場差劣的草皮而傷出，但球隊仍能保持勝局，自1971年後首次重返頂級聯賽，而泰萊費查亦在進入千禧年代由藉藉無名的非聯賽球員，經歷11年效力過8支不同球隊，一躍而可與一眾英超球星同場作賽，他為此而向剛於3月去世的啟蒙導師基思·亚历山大作出致敬。連同3場附加賽，泰萊費查合共上陣38場及射入8球。
2010/11年球季於2010年8月14日展開，黑池歷來首場英超賽事作客DW運動場出戰去季聯賽盃腳下敗將的韋根，開賽僅16分鐘泰萊費查即射入球隊歷來首個英超入球，協助黑池大勝4-0。2011年1月12日泰萊費查射入1球協助黑池主場2-1擊敗利物浦，完成季內雙殺對手。2月16日將於夏季約滿的泰萊費查表示希望獲得球會續約。
2011年9月20日，泰萊費查與黑池簽署一份新的一年合約，另球會有選擇權延長該合約多一年。

### 李斯特城
2013年9月20日，於夏季未能與黑池續約的泰萊費查以自由身加盟另一英冠球會莱斯特城，合約為期一年。
2014年5月8日，泰萊費查與當季英冠冠軍莱斯特城續簽一年新約。
2014年10月25日，泰萊費查被外借至英冠球會錫周三，借用期為一個月。
2014年11月14日，錫周三宣佈借將泰萊費查返回莱斯特城。

## 職業生涯數據
數據截至2012年6月4日 (一)
| 球會             | 球季      | 聯賽   | 聯賽 | 聯賽 | 盃賽 | 盃賽 | 聯賽盃 | 聯賽盃 | 其他 | 其他 | 合計 | 合計 |
| 球會             | 球季      | 聯賽   | 上陣 | 入球 | 上陣 | 入球 | 上陣   | 入球   | 上陣 | 入球 | 上陣 | 入球 |
| ---------------- | --------- | ------ | ---- | ---- | ---- | ---- | ------ | ------ | ---- | ---- | ---- | ---- |
| 諾夫維治維多利亞 | 1999-2000 | 全國聯 | 19   | 3    | -    | -    | -      | -      |      |      | 19   | 3    |
| 諾夫維治維多利亞 | 2000-2001 | 全國聯 | 24   | 8    | 4    | 3    | -      | -      | 2    | 2    | 30   | 13   |
| 合計             | 1999-2001 |        | 43   | 11   | 4    | 3    | -      | -      | 2    | 2    | 49   | 16   |
| 侯城(外借)       | 2000-2001 | 英乙   | 5    | 0    | -    | -    | -      | -      |      |      | 5    | 0    |
| 合計             | 2000-2001 |        | 5    | 0    | -    | -    | -      | -      |      |      | 5    | 0    |
| 奧連特           | 2001-2002 | 英乙   | 9    | 0    | -    | -    | -      | -      |      |      | 9    | 0    |
| 奧連特           | 2002-2003 | 英乙   | 12   | 1    | 2    | 0    | 1      | 1      |      |      | 15   | 2    |
| 合計             | 2001-2003 |        | 21   | 1    | 2    | 0    | 1      | 1      |      |      | 24   | 2    |
| 格雷斯競技(外借) | 2001-2002 | 依聯   | 4    | 3    | -    | -    | -      | -      |      |      | 4    | 3    |
| 合計             | 2001-2002 |        | 4    | 3    | -    | -    | -      | -      |      |      | 4    | 3    |
| 杜根咸(外借)     | 2002-2003 | 全國聯 | 8    | 1    | -    | -    | -      | -      | 1    | 0    | 9    | 1    |
| 合計             | 2002-2003 |        | 8    | 1    | -    | -    | -      | -      | 1    | 0    | 9    | 1    |
| 林肯城           | 2003-2004 | 英乙   | 42   | 16   | 2    | 0    | -      | -      | 4    | 3    | 48   | 19   |
| 林肯城           | 2004-2005 | 英乙   | 38   | 10   | 1    | 0    | 2      | 1      | 4    | 0    | 45   | 11   |
| 合計             | 2003-2005 |        | 80   | 26   | 3    | 0    | 2      | 1      | 8    | 3    | 93   | 30   |
| 哈特斯菲爾德     | 2005-2006 | 英甲   | 43   | 10   | 3    | 1    | 2      | 3      | 3    | 1    | 51   | 15   |
| 哈特斯菲爾德     | 2006-2007 | 英甲   | 39   | 11   | 1    | 0    | 1      | 0      |      |      | 41   | 11   |
| 合計             | 2005-2007 |        | 82   | 21   | 4    | 1    | 3      | 3      | 3    | 1    | 92   | 26   |
| 黑池             | 2007-2008 | 英冠   | 42   | 6    | 1    | 0    | 3      | 0      |      |      | 46   | 6    |
| 黑池             | 2008-2009 | 英冠   | 38   | 5    | -    | -    | 1      | 0      |      |      | 39   | 5    |
| 黑池             | 2009-2010 | 英冠   | 32   | 6    | 1    | 0    | 2      | 1      | 3    | 1    | 38   | 8    |
| 黑池             | 2010-2011 | 英超   | 31   | 6    | -    | -    | 1      | 0      |      |      | 32   | 6    |
| 黑池             | 2011-2012 | 英冠   | 37   | 8    | 3    | 0    | 0      | 0      | 2    | 0    | 42   | 8    |
| 黑池             | 2012-2013 | 英冠   | 0    | 0    | 0    | 0    | 1      | 0      | 0    | 0    | 1    | 0    |
| 合計             | 2007-2012 |        | 180  | 31   | 5    | 0    | 8      | 1      | 5    | 1    | 198  | 33   |
| 生涯總計         | 1999-2012 |        | 423  | 94   | 18   | 4    | 14     | 6      | 19   | 7    | 474  | 111  |

## 榮譽
黑池
- 英格蘭冠軍聯賽附加賽冠軍：2009/10年；

## 外部連結
- 足球数据库：加利·泰萊費查的球员统计数据
- 黑池官網簡歷（页面存档备份，存于）
- 哈德斯菲爾德官網簡歷
- 林肯城官網簡歷